# Palacios de Corneja
Palacios de Corneja es una pedanía (también llamado anejo) del municipio San Bartolomé de Corneja, al sur de la provincia de Ávila, en Castilla y León, España.

## Situación
Palacios de Corneja está situado en la comarca Barco-Piedrahíta (Valdecorneja). Concretamente en la carretera AV-104, que une a Piedrahíta (a 5 km) con Santa María del Berrocal (a 3 km) y está a 59 km de Ávila. 
Palacios de Corneja está situado a menos de un kilómetro de San Bartolomé de Corneja que es la sede del ayuntamiento.

## Población
Palacios de Corneja está prácticamente deshabitado, sólo cuenta con unas decenas de vecinos. Pese a ello, en los últimos años se están construyendo una buena cantidad de casas nuevas y el turismo rural parece haber llegado al pueblo.